# 縣線 (阿肯色州)
縣線（英語：County Line）是位於美國阿肯色州富爾頓縣的一個非建制地區。該地的面積和人口皆未知。

## 地理
縣線的座標為36°29′12″N 92°09′03″W / 36.48667°N 92.15083°W，而該地的平均海拔高度為米（即英尺）。